# Kajengwa
Kajengwa è una circoscrizione rurale (rural ward) della Tanzania situata nel distretto di Kusini, regione di Zanzibar Centro-Sud. Conta una popolazione di 2 313 abitanti (censimento 2012).